# Netiporn Sanesangkhom
Netiporn Sanesangkhom  (Thai: เนติพร เสน่ห์สังคม) surnommée Bung (บุ้ง), née le 8 août 1995 et morte le 14 mai 2024, est une militante politique thaïlandaise réclamant une réforme de la monarchie et l'abolition du crime de lèse-majesté formalisé dans l'article 112 du code pénal national thaïlandais.

## Biographie
Netiporn Sanesangkhom naît le 8 août 1995.
Surnommée « Bung Thaluwang », elle est membre du groupe d'activistes Thaluwang (ทะลุวัง), connu pour ses campagnes audacieuses et radicales réclamant une réforme de la monarchie et l'abolition de la loi qui rend illégale la diffamation des membres de la famille royale.

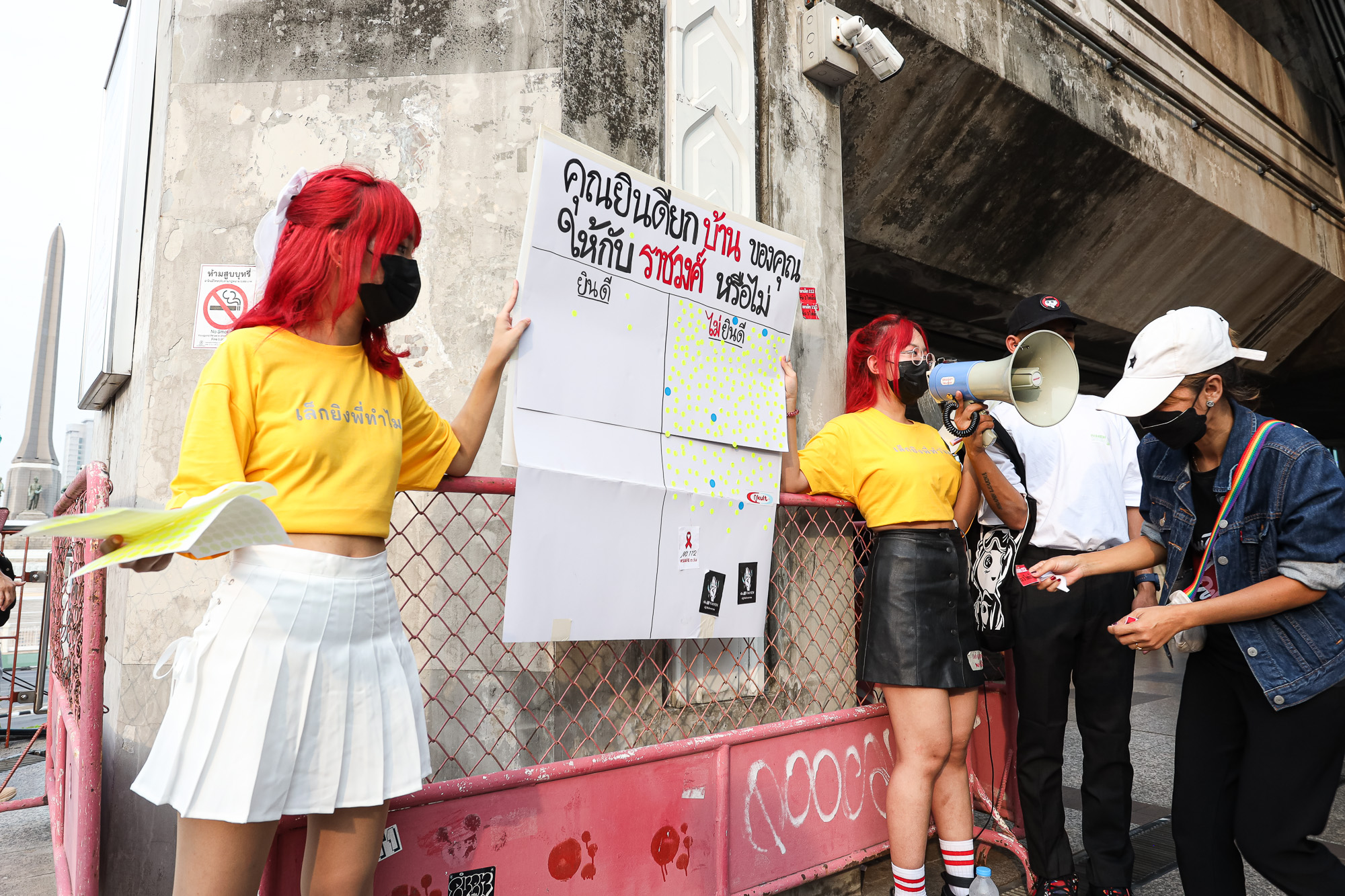
Manifestation de militantes de Thaluwang le 13 mars 2022 au Monument de la Victoire, Bangkok

Elle est arrêtée à la suite des manifestations étudiantes de 2020. Elle est en détention depuis janvier 2024 pour avoir violé les conditions de sa libération conditionnelle, à la suite d'une inculpation pour lèse-majesté datant de 2022.
Netiporn Sanesangkhom meurt à l’âge de 28 ans, le 14 mai 2024,, après avoir observé une longue grève de la faim.